# Emmett Kelly
Emmett Leo Kelly (Sedan, 9 dicembre 1898 – 28 marzo 1979) è stato un celebre circense statunitense, noto per aver creato il personaggio del clown Weary Willie, ispirato ai senza tetto dell’epoca della Grande Depressione negli anni ’30.

## Biografia
Emmett Leo Kelly nacque il 9 dicembre 1898 a Sedan, nello stato del Kansas. Suo padre, Thomas Kelly, lavorava come caposquadra per la compagnia ferroviaria Missouri-Pacific Railroad. Durante l'infanzia, la famiglia si trasferì nel Missouri meridionale, dove il padre acquistò una fattoria nella contea di Texas, vicino alla comunità di Houston, Missouri.

Firma di Emmett Kelly

Nell’estate del 1909, Emmett assistette per la prima volta a due spettacoli circensi: il Mighty Haag Circus e il M.L. Clark and Son’s Circus - eventi che gli lasciarono un’impronta duratura.
Da ragazzo, la madre Mollie lo iscrisse alla Landon School of Cartooning, una scuola per corrispondenza in cui Kelly iniziò a coltivare il proprio talento nel disegno e nella caricatura.
Nel 1917, si trasferì a Kansas City con il sogno di diventare fumettista per un giornale. Fu lì che disegnò per la prima volta il personaggio di un vagabondo, che inizialmente chiamò "Old Dubey". In quegli anni, cominciò anche a lavorare con fiere e circhi, apprendendo le arti acrobatiche, in particolare il trapezio.
Nel 1920, fece ritorno a Houston, Missouri, dove si esibì durante la "Old Settlers Reunion" come fumettista e comico specializzato, segnando l'inizio della sua carriera di intrattenitore.

## Carriera circense

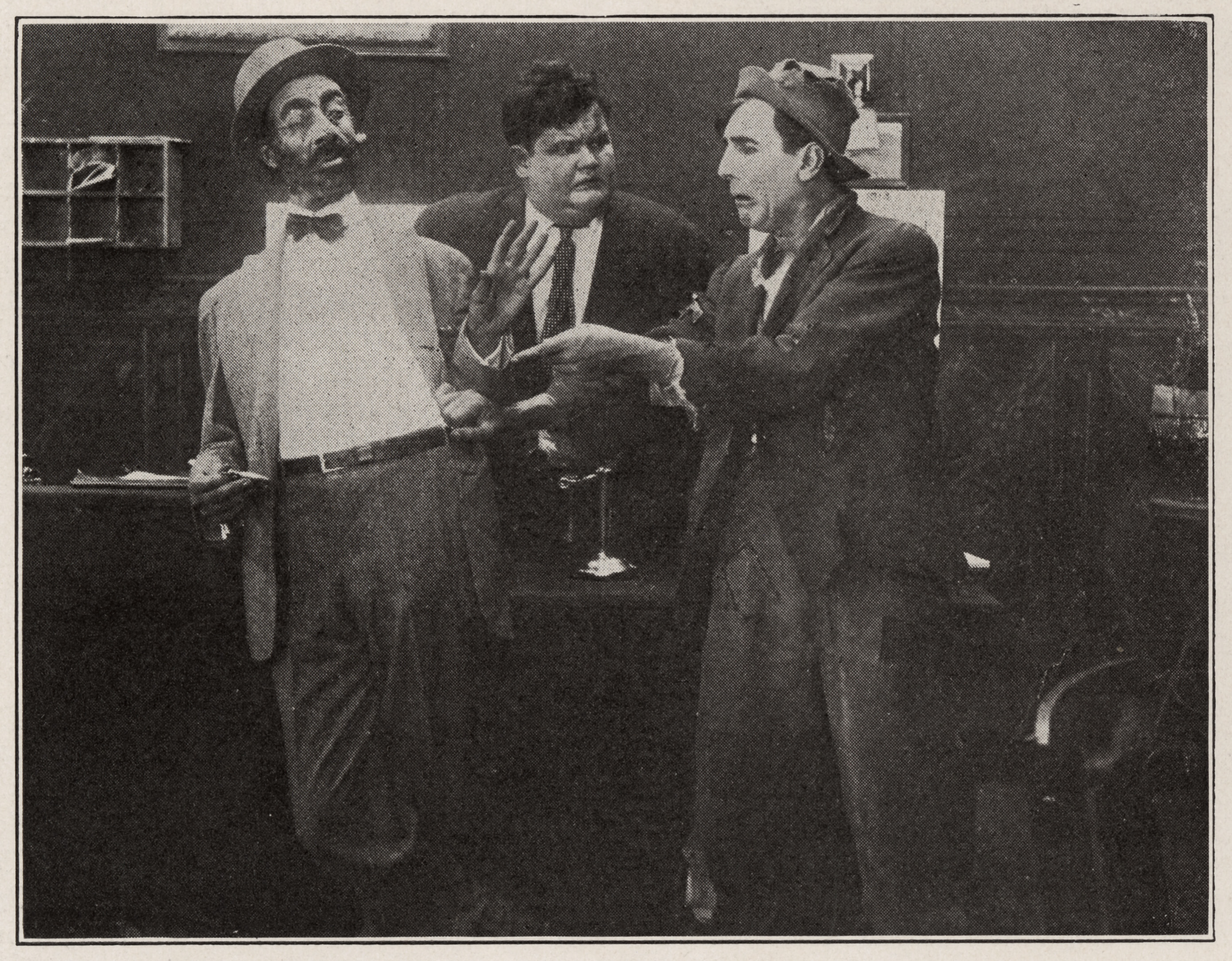
Weary Willie

Il 14 luglio 1921, Emmett Kelly fece il suo debutto professionale come clown con il Howe's Great London Circus a Mason City, Iowa. All’inizio si esibiva come clown tradizionale dal volto bianco, ma fu durante quel tour che per la prima volta apparve nei panni di un vagabondo, ispirato alle figure dei senzatetto. Dopo poche esibizioni in quel ruolo, Kelly tornò al trucco classico, ma una fotografia scattata in quel periodo immortalò quel nuovo personaggio, destinato a diventare "Weary Willie". L’immagine fu pubblicata nel Route Book del circo del 1921 con la didascalia:
Emmett Kelly, The Novelty Clown, Cartoonist, Tramp.
Alla fine della stagione, il Howe's Great London Circus fu acquistato dall’American Circus Corporation, che nel 1922 assegnò a Kelly un numero da trapezista solista nel John Robinson Circus. L’anno successivo tornò nello stesso circo, prendendo parte a uno spettacolo insieme a otto membri della famiglia Moore, tra cui le sorelle Mitzi ed Eva, impegnate in un numero di trapezio doppio. Emmett si innamorò di Eva, e i due si sposarono il 21 luglio 1923 a Charlottesville, Virginia, iniziando a esibirsi insieme come coppia acrobatica.
Nel 1924 tornarono in scena, e durante la stagione Eva scoprì di essere incinta. Il 24 novembre, ultimo giorno della stagione del John Robinson Circus, nacque Emmett Kelly Jr. a Dyersburg, Tennessee.
Il 12 settembre 1929, John Ringling acquistò l’American Circus Corporation, includendo nel pacchetto diversi grandi circhi, tra cui anche il John Robinson. Tuttavia, con l’arrivo della Grande Depressione nel 1930, molte famiglie americane non potevano più permettersi un biglietto per il circo. Il John Robinson Circus - il più antico degli Stati Uniti - fu uno dei primi a chiudere, con l’ultima esibizione il 5 settembre alla Nebraska State Fair.
Nel 1931, molti artisti si spostarono verso i circhi ancora attivi. I "The Aerial Kellys", come venivano chiamati Emmett ed Eva, si unirono al Sells-Floto Circus (di proprietà Ringling), che però faticava nonostante la presenza della star western Tom Mix. Nel 1932, Emmett venne assunto come clown dal volto bianco dal circo Hagenbeck-Wallace, pur considerandosi ancora un trapezista.
Fu nel 1933 che il personaggio creato anni prima sulla carta prese vita: il 21 aprile, al Chicago Coliseum, Weary Willie fece la sua prima apparizione ufficiale, riflettendo l’immagine malinconica dei vagabondi della Depressione, ormai divenuti una visione familiare negli Stati Uniti.
Nel 1934 nacque il secondo figlio, Patrick. Alla fine di quell’anno, i manager circensi Jess Adkins e Zack Terrell fondarono un nuovo spettacolo: il Cole Bros. and Clyde Beatty Combined Circus. Emmett vi entrò a far parte, ma Eva non ricevette alcun contratto. Poco dopo l’inizio della stagione, chiese il divorzio. Anni dopo, Kelly scrisse che il dolore provato in quel periodo influenzò profondamente l’anima malinconica di Weary Willie.
Nel 1937, il giornalista Hype Igho utilizzò per la prima volta il termine “Weary Willie” in un articolo per descrivere il personaggio di Kelly, ispirandosi a un termine popolare già usato per indicare genericamente i vagabondi. Fu proprio Igho a convincere Kelly a adottare ufficialmente quel nome, che da allora avrebbe sostituito il precedente “Old Dubey”.
Nell’inverno del 1937-1938, Kelly si esibì per la prima volta in Europa con il Bertram Mills Circus all’Olympia di Londra. Lì, perfezionò quella che sarebbe diventata la sua routine più iconica:
- Weary Willie entra nel tendone spazzando la pista, mentre un fascio di luce lo segue
- Insegue goffamente il fascio con la scopa, schiaffeggiandolo, rincorrendolo e danzandoci intorno
- Alla fine, gonfia un palloncino finché non scoppia, e poi, con un gesto commovente e teatrale, ne seppellisce i resti nella segatura, come se stesse piangendo la perdita di un compagno.[8]

### Broadway e Hollywood
Allo scoppio della Seconda guerra mondiale nel settembre 1939, Emmett Kelly fece ritorno negli Stati Uniti, dove ottenne un ruolo in un nuovo musical di Broadway con protagonisti Jimmy Durante e Ray Bolger. Lo spettacolo, intitolato Keep Off the Grass, era ambientato a Central Park, a New York, e vedeva Weary Willie tra un gruppo di vagabondi, tra cui anche un giovane Jackie Gleason, che in quell’occasione debuttava a Broadway.
Nonostante la presenza di nomi celebri, lo spettacolo non ricevette critiche positive. L’unica recensione favorevole arrivò dalla rivista Time, che scrisse:
...e poi c'è un vagabondo, Emmett Kelly, che con calma si mette a mangiare un panino al prosciutto da un sacchetto di carta, mentre altri senzatetto cantano su una panchina del parco; poi si lava pigramente i denti con un mozzicone secco di spazzolino. È l’unico momento degno di nota in uno spettacolo altrimenti privo di ispirazione.
Dopo appena 44 repliche, Keep Off the Grass chiuse i battenti. Kelly tornò allora a esibirsi nei nightclub, reinterpretando Weary Willie come disegnatore muto travestito da vagabondo. Anche in locali rumorosi e affollati, non pronunciava mai una parola, ma come riportò un quotidiano dell’epoca:
Con la velocità di un fulmine, riusciva a disegnare otto caricature in meno tempo di quanto ci metti a scrivere il tuo nome.

### Ringling Bros. and Barnum & Bailey Circus
Per circa un anno e mezzo, Emmett Kelly si mantenne esibendosi nei nightclub e in circhi al chiuso, fino all’inizio del 1941, quando ricevette due proposte importanti: una dal Ringling Bros. and Barnum & Bailey Circus, e l’altra dal Cole Bros. Circus. Dopo aver valutato entrambe le offerte, Kelly scelse i Cole Bros., attratto da un compenso più alto.
Nel frattempo, erano passati cinque anni dalla sua ultima apparizione sotto un tendone negli Stati Uniti. In quel periodo Kelly aveva perfezionato la propria arte, crescendo come artista fino al punto che il reparto pubblicità dei Cole Bros. lo presentava ormai come il clown più divertente del mondo.
I giornali, in attesa dell’arrivo del circo nelle varie città, pubblicavano articoli che descrivevano – e a volte romanzavano – le esperienze vissute da Kelly durante il suo tour nel Regno Unito, contribuendo ad alimentarne la fama.
Le recensioni entusiastiche non passarono inosservate. Nel 1942, Ringling Bros. and Barnum & Bailey lo ingaggiò, dando così inizio a una collaborazione durata quattordici stagioni. Solo due anni dopo, nel 1944, il personaggio di Weary Willie divenne protagonista assoluto di una delle grandi attrazioni dello spettacolo: Panto’s Paradise, una messa in scena onirica che rappresentava il sogno di un vagabondo in una terra fatata.

### Incendio del circo di Hartford
Durante la stagione circense del 1944, uno dei momenti più noti dello spettacolo "Panto's Paradise" vedeva il clown Emmett Kelly nei panni di "Willie" intervenire in una gag comica durante l’esibizione dei Wallenda, celebri acrobati del filo. Willie si posizionava sotto il loro attrezzo, fingendo ironicamente di volerli salvare con un minuscolo fazzoletto nel caso fossero caduti. Era un numero che aveva riscosso successo per tutta la tournée.
Il 6 luglio 1944, mentre il circo si trovava a Hartford, Connecticut, nulla lasciava presagire che la giornata sarebbe stata diversa. Mentre Kelly si stava truccando nel camerino, udì la musica del valzer, segnale che era il momento di entrare in pista. Proprio in quell’istante, qualcuno corse davanti alla tenda gridando: "Fuoco!". Kelly, calzando le sue scarpe clownesche, cercò di correre e solo allora si accorse che teneva ancora in mano un secchio d’acqua sporca, afferrato d’istinto nel lasciare il camerino.
Quando vide il tendone in fiamme, Kelly capì che doveva fare qualcosa per aiutare il pubblico in preda al panico. Notò un principio d’incendio vicino a uno dei grandi generatori e cercò di spegnerlo con il suo secchio. Rischiò di rimanere travolto da un trattore Caterpillar che arrivava a tutta velocità per trascinare via il generatore lontano dalla folla: "Mi fu addosso prima che me ne rendessi conto. Mi mancò di un centimetro", ricordò in seguito.
Un momento diventato simbolico fu immortalato da un membro del pubblico, Ralph Emerson, che fotografò Emmett Kelly nel suo costume da clown mentre stringeva in mano l’unico secchio d’acqua. L'immagine venne pubblicata su Life il 17 luglio 1944.
La tragedia, che causò la morte di 168 persone, segnò profondamente Kelly. Quella sera, dopo che i corpi erano stati trasferiti in un obitorio temporaneo, tornò sul luogo della catastrofe.
Uscendo dal circo, passai accanto alle macerie del tendone e vidi delle scarpe bruciate e il corpo di una bambola da clown sul tracciato dell’ippodromo. Fu in quel momento che crollai: le emozioni delle ore precedenti mi travolsero e non riuscii più a trattenere le lacrime.
L’indagine sull’incendio bloccò la carovana circense a Hartford per nove giorni. Il 15 luglio, i treni partirono verso Sarasota, Florida, e meno di un mese dopo il circo riprese la tournée, esibendosi in stadi e campi sportivi. Kelly, colpito dalla forza d’animo dello spettacolo, dichiarò a un giornalista:
Dobbiamo continuare a far divertire. In tempo di guerra è più importante che mai. All’aperto sarà ancora più bello.

### Ritorno a Hollywood
Nel 1949, dopo uno spettacolo circense di beneficenza a Los Angeles, Emmett Kelly fu avvicinato da un agente che rappresentava il celebre produttore David O. Selznick. Pochi mesi dopo, l’8 ottobre, mentre il circo Ringling Bros. and Barnum & Bailey era di tappa a Tucson, in Arizona, Kelly firmò un contratto esclusivo di un anno per lavorare nel mondo del cinema.
Aveva 51 anni e l’idea di intraprendere una nuova carriera a Hollywood lo affascinava. Così, quando la stagione circense si concluse a Miami, Florida, il 25 novembre, partì immediatamente per la California, pronto a lanciarsi in questa nuova avventura.
Nei mesi successivi gli vennero proposti diversi progetti, finché non gli fu affidato un ruolo nel film Storia di un detective (1951), ispirato a una serie radiofonica di genere giallo. A Kelly fu offerta la parte del cattivo. L’idea lo incuriosì, ma leggendo la sceneggiatura iniziò a nutrire delle riserve: il personaggio che avrebbe dovuto interpretare commetteva tre omicidi, rubava denaro a una delle vittime e con quel denaro fondava un circo dietro al quale si nascondeva truccato da clown. Il punto critico? Volevano che quel clown fosse Willie, il personaggio simbolo della carriera di Kelly.
Emmett si rifiutò categoricamente: non poteva accettare di associare Willie, la sua creatura, a un assassino. Alla fine, produttore e regista convennero con lui che il personaggio criminale non avrebbe dovuto coincidere con il clown da lui interpretato da una vita. Nonostante tutto, il New York Times lodò la sua performance nel film, osservando:
Nel ruolo del clown ex-detenuto, il signor Kelly dimostra che non è solo sotto il tendone del circo che può brillare.
Dopo Storia di un detective, l’agente di Kelly contattò il leggendario regista Cecil B. DeMille, che si trovava a Sarasota per girare le prime scene de Il più grande spettacolo del mondo (1952). Il circo concesse a Kelly una pausa di 15 settimane per partecipare alle riprese insieme a James Stewart e Betty Hutton negli studi della Paramount. Tuttavia, a differenza del ruolo di rilievo avuto nel film precedente, in Il più grande spettacolo del mondo Kelly pronunciò una sola parola: durante la scena dell’incidente ferroviario, Hutton gli dice di preparare i clown per la parata, e lui risponde con tono perplesso: “Parata?” Secondo Kelly, ci vollero due ciak per farlo bene.
Willie comparve anche in altre scene girate nei teatri di posa di Hollywood, tra cui una divertente sequenza con Hutton e Stewart mentre saltano su un trampolino. In una scena comica, mentre i due cantano “Be a Jumping Jack”, Willie cerca inutilmente di mangiare un panino.
Uno dei momenti preferiti di Emmett nel film fu una scena girata per una parata a Sarasota: seduto in cima a un carro, Willie gioca a solitario. All’improvviso, una folata di vento sparpaglia le carte. L’effetto fu ottenuto usando un tubo ad aria compressa e fu girato contro uno sfondo giallo, poi sovrapposto alle immagini reali della parata filmate a febbraio, prima dell’inizio della stagione.
Anche se Kelly accompagnò la troupe nelle riprese a Washington D.C. e Philadelphia, le sue uniche apparizioni sotto il tendone furono durante un giro di pista dei clown, l’esibizione equestre degli Zoppe e il balletto aereo. Nella grande scena corale girata il 22 maggio 1951, Willie suona l’ukulele mentre Dorothy Lamour canta “Lovely Luawana Lady”. Il resto delle sue scene fu completato negli studi di Hollywood.

## Gli ultimi anni
Nel 1954, Emmett Kelly conobbe Evi Gebhardt, una giovane acrobata ventunenne che faceva parte del numero acrobatico The Four Whirlwinds. Fu proprio durante il loro corteggiamento che uscì la sua autobiografia, Clown, My Life in Tatters and Smiles, scritta insieme al responsabile stampa del circo Ringling, F. Beverly Kelley. Pubblicato da Prentice-Hall, il libro apparve sugli scaffali delle librerie mentre il circo si esibiva al Madison Square Garden, in primavera. Per promuoverlo, Emmett partecipò a numerosi eventi in librerie e programmi radiofonici, e il 26 marzo 1954 fu uno dei primi ospiti intervistati nel nuovo programma televisivo di Edward R. Murrow, Person to Person, in onda sulla CBS.
Tra i lettori colpiti dalla sua storia ci fu l’attore Henry Fonda, che lesse il libro durante le riprese del film La nave matta di Mister Roberts (1955). Nell’estate del 1954, Fonda acquistò i diritti cinematografici e iniziò a pianificare un adattamento, che avrebbe potuto diventare sia un film che uno speciale televisivo. Poiché non era possibile raccontare tutta la vita di Emmett in mezz’ora, la trasposizione televisiva si concentrò sulla sua trasformazione da trapezista a clown. Fonda interpretò Willie truccandosi da clown, mentre l’attrice Dorothy Malone recitò nel ruolo della prima moglie di Kelly, Eva. Lo speciale, intitolato Clown, andò in onda sulla CBS il 27 marzo 1955, con la conduzione di Ronald Reagan. Il programma fu girato nei Republic Studios e utilizzò le attrezzature del Circo Flamante di Herbert Weber. Durante lo show si esibirono Weber sul filo, il gruppo acrobatico DeWayne con il teeterboard, l’elefante di Hap Hadley e le foche di Winston. Le sequenze acrobatiche in volo furono realizzate con le controfigure Faye e Rosie Alexander, nei ruoli di Emmett e Eva.
In occasione della promozione per la stagione 1955 del Ringling a New York, Emmett apparve anche in un altro programma della CBS. Il 20 aprile, Willie e i Four Whirlwinds parteciparono a I’ve Got a Secret. Il "segreto" di Emmett? Si sarebbe sposato il giorno dopo con Evi Gebhardt, una delle ragazze del numero acrobatico.
Quando, il 6 novembre, Evi diede alla luce la loro figlia Stasia, il fotografo Frank Beatty immortalò Willie sorridente mentre parlava al telefono con la moglie. Contemporaneamente, un altro fotografo era stato inviato a Sarasota, dove fotografò Evi e la neonata, catturando così entrambi i lati di quella tenera conversazione a distanza.
Il 1955 fu anche l’ultimo anno di Emmett con il circo Ringling Bros. and Barnum & Bailey, dopo 14 stagioni. Nonostante fosse già il clown più riconoscibile d’America, nuove responsabilità familiari e diverse opportunità artistiche lo spinsero verso una nuova fase della carriera.
Durante l’inverno del 1956, Kelly fu scelto per interpretare Willie Voight in uno speciale televisivo intitolato The Captain from Köpenick. Secondo i termini del suo contratto circense di quell’anno, avrebbe partecipato solo agli spettacoli indoor di New York e del Boston Garden.
L’11 marzo 1956, il malinconico Willie fu il primo ospite del popolare quiz show What’s My Line?. Poiché il suo personaggio era così famoso, i membri della giuria furono costretti a indossare maschere prima che Willie entrasse in scena. Kelly rimase in personaggio per tutta l’intervista, senza mai parlare e rispondendo solo con grugniti. Dopo diversi minuti di domande, Arlene Francis riuscì a indovinare: "L’unico clown che mi viene in mente è Emmett Kelly", disse mentre era ancora bendata.
Tuttavia, nel 1956 il circo fu colpito da gravi scioperi. Prima della première a New York, i Teamsters e l’American Guild of Variety Artists posero un picchetto fuori dal Madison Square Garden. Molti artisti, membri dell’AGVA, si trovarono in difficoltà. Kelly, insieme al clown Felix Adler e al presentatore Harold Ronk, decise di non oltrepassare la linea di sciopero, e per questo il suo contratto fu rescisso.
Poche settimane dopo, Willie tornò in scena con un nuovo spettacolo al Roxy Theatre di New York. Il varietà, intitolato Circus, precedeva la proiezione di un film e includeva numeri acrobatici, animali, trapezisti e persino pattinatori sul ghiaccio.

### Brooklyn Dodgers
Nel 1957, il numero di spettatori delle partite dei Brooklyn Dodgers era in forte calo, e il proprietario della squadra, Walter O'Malley, stava seriamente valutando l'idea di trasferire la franchigia a Los Angeles. All’inizio di gennaio, O'Malley assunse Emmett Kelly come mascotte ufficiale del team.
Nel ruolo del clown Weary Willie, Kelly avrebbe rappresentato "tutto lo spirito di Brooklyn: abbattuto quando la squadra perde, e un vagabondo felice quando vince". Era un modo originale per dare un volto emotivo al destino altalenante della squadra, e per rafforzare il legame con il pubblico nonostante le difficoltà della stagione.
Verso la fine del campionato, durante la giornata in cui i Dodgers persero la prima partita dell'ultima serie casalinga nella loro storia a Brooklyn - prima del trasferimento definitivo a Los Angeles - Evi Kelly diede alla luce la loro seconda figlia, Monika, proprio a New York.

### Hollywood e night club
Alla fine della stagione del baseball del 1957, dopo l’annuncio ufficiale del trasferimento dei Brooklyn Dodgers a Los Angeles, Emmett Kelly fu scelto per un nuovo progetto cinematografico. Venne infatti scritturato per Wind Across the Everglades, un film scritto, prodotto e diretto da Budd Schulberg, già vincitore dell’Oscar per Fronte del porto nel 1954.
Ambientato nei primi anni del Novecento, il film racconta la vera storia di bracconieri che uccidevano aironi e altri uccelli per venderne le piume, all’epoca molto richieste per decorare cappelli femminili. Kelly interpretava Bigamy Bob, un fuorilegge fuggito nelle Everglades per scappare dalle sue numerose mogli. Il cast era eterogeneo, se non bizzarro (un critico lo definì “assurdo”): tra gli attori c’erano il cantante Burl Ives, la spogliarellista Gypsy Rose Lee, il pugile Tony Galento, la cantante Chana Eden, e futuri volti noti come Christopher Plummer e Peter Falk.
Con un nuovo film all’attivo, Emmett ribadì che non aveva alcuna intenzione di mandare in pensione il suo celebre personaggio:
Continuerò a portare Willie al pubblico finché potrò.
La possibilità di tornare nel circo si presentò nella primavera del 1958, quando il proprietario del parco divertimenti Palisades, Irving Rosenthal, convinse George Hamid e Jerry Collins a unire le forze e lanciare il Clyde Beatty & Hamid-Morton Combined Circus. Lo spettacolo fu allestito nel parco di Fort Lee, New Jersey, e si contrappose direttamente al Ringling Bros. che si esibiva al Madison Square Garden.
Libero da contratti vincolanti, alla chiusura dello spettacolo al Palisades Park, Emmett si unì al Cristiani Bros. Circus per le tappe principali di Philadelphia e Chicago. L’esperienza positiva spinse Rosenthal, nel 1959, ad acquistare i diritti del rinominato Clyde Beatty–Cole Bros. Circus per sei settimane. Fu un anno intenso per Emmett: dopo una breve tournée a Miami con i Cristiani, partecipò a importanti saloni dell’automobile a New York e Chicago, poi tornò al Palisades Park per l’edizione 1959 dello show, ancora in concorrenza diretta con Ringling.
Nel 1960, fu di nuovo protagonista al Palisades con il Royal International Circus dei fratelli Hunt, e nel 1961 aprì la stagione del Clyde Beatty–Cole Bros. con le prime tre date a Commack, Long Island, New Haven e poi sotto il tendone al Palisades Park.
Nel frattempo, la CBS aveva costruito un nuovo parco divertimenti di 28 acri sulla spiaggia di Santa Monica: il Pacific Ocean Park, nato per competere con Disneyland. Nell’estate del 1959, Emmett fu assunto per 19 settimane come “Vicepresidente del Divertimento”.
L’idea di esibirsi in un luogo stabile piacque molto a Emmett e sua moglie Evi, e nel 1962 iniziò una lunga collaborazione con il magnate del gioco Bill Harrah. Per i successivi 15 anni, Weary Willie fu presenza fissa al South Shore Room dell’Harrah’s a Lake Tahoe, dividendo il palco con grandi nomi dello spettacolo: Sammy Davis Jr., Jack Benny, Andy Williams, Carol Channing, Ed Sullivan, i fratelli Smothers, Lawrence Welk. A Reno, al Nugget di John Ascuaga, si esibì con Red Skelton, con il quale strinse una profonda amicizia.
Nel 1967 fu protagonista del film musicale The Clown and the Kid, girato in Bulgaria. Con l’età, le sue capacità attoriali e la profondità emotiva del personaggio di Willie lo resero sempre più richiesto da registi e produttori.
Nel 1973, a 74 anni, Emmett fu scelto per un ruolo nella produzione dell’opera La sposa venduta alla Boston Opera, diretta da Sarah Caldwell, nota per le sue interpretazioni visionarie. L’opera includeva immagini dei carri armati sovietici a Praga e persino Hitler, ma anche una scena centrale con Willie nel ruolo di clown, protagonista di un’esibizione con palloncino, colomba e pistola. Il New York Times scrisse:
Il signor Kelly, come ogni grande artista, ha la capacità di non risultare mai invadente nemmeno quando fa il clown. Indimenticabile la scena in cui sgranocchia una foglia di cavolo mentre ascolta il lamento balbettante di Vasek.
Sebbene fosse già famoso da decenni, fu la televisione a portare il volto di Willie a milioni di persone che non avevano mai visto un circo. Tra le sue apparizioni più celebri, c’è quella nello special natalizio del 1977 di Bette Midler. Il programma, prodotto da Aaron Russo, includeva la routine del riflettore e un toccante momento in cui Midler cantava Hello in There al malinconico clown.
Pur senza ritirarsi ufficialmente, Kelly scelse di partecipare solo a eventi selezionati. Questo gli permise, insieme a Evi, di stabilirsi a Sarasota, diventando parte attiva della comunità e mantenendo viva la tradizione circense. Quando Karl Wallenda organizzò il primo Showfolks Circus nel 1967, Willie e la sua famosa routine col riflettore furono tra gli ospiti principali. Negli anni successivi, Emmett fu un oratore ricercato in simposi circensi e nel 1976 portò in scena uno spettacolo solista alla nuova Van Wezel Performing Arts Hall, accompagnato dalla Sarasota Concert Band.
Anche se continuava ad apparire in spot pubblicitari e show televisivi, le sue ultime esibizioni circensi avvennero nel 1974 in due spettacoli di Circus America prodotti da Paul Kaye, con un cast stellare: i Wallenda, Carol e Wayne Zacchini, Tarzan Zerbini, i Nerveless Nocks.
Dopo quell’evento, Kaye lo invitò a partecipare a uno spettacolo alle Hawaii. Mentre la troupe stava registrando i bagagli all’aeroporto di Los Angeles, una bomba esplose in un armadietto vicino.
All’inizio pensavo fosse uno scherzo. Poi ho visto il fumo e i vetri volare… mi sono spaventato da morire.
Tre persone morirono e 36 rimasero ferite. Nonostante tutto, lo spettacolo si tenne e la troupe arrivò a Honolulu. Poco dopo fu arrestato un immigrato jugoslavo, poi condannato all’ergastolo per l’attentato.

## Morte
Il 9 dicembre 1978, Emmett Kelly compì 80 anni. Sebbene fosse visibilmente indebolito, non smise mai di lavorare. Nel febbraio del 1979 apparve in un segmento del Today Show della NBC, e il regista Mario Pellegrini lo volle nel cast di un nuovo film con Tony Bennett.
Il film, intitolato Dono d'amore (1958), doveva iniziare le riprese a Sarasota il 2 aprile 1979. Tuttavia, anche se la pellicola fu successivamente dedicata a Emmett, lui non riuscì mai a prenderne parte. Il 28 marzo 1979, appena quattro giorni prima dell’inizio delle riprese, Kelly - l’uomo che si era sempre descritto come “solo un ragazzo di campagna” e che era diventato un’icona mondiale - morì d’infarto nel giardino di casa sua.
Alla diffusione della notizia, i tributi affettuosi arrivarono da ogni parte. Tra i primi a esprimere cordoglio fu la comica Carol Burnett, una grande amica di Emmett, con cui aveva condiviso il palco più volte:
Ho avuto il piacere e il privilegio straordinario di lavorare con Emmett Kelly. Lo consideravo un clown davvero gentile.
Anche Red Skelton, collega e amico di lunga data, fu profondamente toccato:
Emmett incarnava l’umanità stessa. È buffo pensare che una foglia così bella sia caduta proprio in primavera. Ma forse possiamo vederla in un altro modo: è come se stesse partendo per una nuova tournée. Credo che gli angeli avessero bisogno di una risata.

## Riconoscimenti
Il 9 agosto 1956, la famiglia Kelly fece visita a Houston, Missouri, la cittadina che Emmett considerava la sua patria adottiva. In quell’occasione, il comune decise di intitolargli l’area dove nel 1920 aveva tenuto la sua primissima esibizione durante la Old Settlers Reunion, ribattezzandola ufficialmente Emmett Kelly Park in suo onore.
Diciannove anni dopo, Emmett tornò a Houston per l’ultima volta. Il 9 ottobre 1975, il governatore del Missouri, Christopher Bond, proclamò quella giornata "Emmett Kelly Day" in tutto lo stato, riconoscendo il contributo di Kelly come uno dei suoi cittadini più illustri.
Da allora, ogni anno la città ha ospitato l’Emmett Kelly Clown Festival, un evento che ha attirato clown da tutta la regione. Tra i partecipanti speciali c’è stato anche suo nipote, Joey Kelly, che si è esibito nel 2007 in omaggio al nonno. Dopo una prima edizione che durò 21 anni e si concluse nel maggio 2008, il festival è tornato nel aprile 2022, in occasione del quale la figlia di Emmett, Stasia, ha ricevuto le chiavi della città.
L’eredità artistica di Kelly è stata celebrata anche a livello nazionale:
- Nel 1988, è stato inserito nella Circus Ring of Fame a Sarasota, in Florida.[30]
- Nel 1994, è stato introdotto nella International Circus Hall of Fame a Peru, Indiana.[31]
- Il 1° maggio 1996, un busto in suo onore è stato collocato nella Hall of Famous Missourians presso il Campidoglio statale a Jefferson City, Missouri.[32]

## Eredità
Il figlio di Emmett, Emmett Kelly Jr., seguì le orme del padre, interpretando un personaggio molto simile a Weary Willie. Tuttavia, questa scelta causò un profondo attrito tra i due, che rimasero estranei per molti anni. Kelly Jr. è scomparso nel 2006.
Un curioso aneddoto riguarda la celebre maschera del serial killer fittizio Michael Myers, protagonista del film Halloween. Come rivelato nel documentario Halloween Unmasked, la produzione si trovò a scegliere tra due maschere: una versione modificata del volto del Capitano Kirk (di Star Trek) e una maschera raffigurante proprio il volto di Emmett Kelly. Sebbene quest’ultima fosse inquietante e disturbante, non riusciva a generare quella sensazione di freddo terrore che i creatori cercavano. La maschera di Kirk, invece, centrava in pieno l’obiettivo, e fu quindi scelta per il film.
Nel 2023, la figura di Kelly è tornata protagonista nel cortometraggio documentario Who Is Weary Willie?, diretto da Constanza H. Hevia e prodotto dal regista e accademico Daniel L. Bernardi.